# Isle of Man TT 1963
De Isle of Man TT 1963 was de vierde Grand Prix van het wereldkampioenschap wegrace-seizoen 1963. De races werden verreden van 10 tot en met 14 juni op het eiland Man. Alle klassen kwamen aan de start; voor de 500cc-klasse was het de seizoensopening.

## Algemeen
In 1963 werden door het bedrijf Shell-Mex and BP fondsen vrijgemaakt voor de huur van een helikopter die een arts naar de plaats van een ongeluk kon vervoeren en eventueel ook een patiënt naar het ziekenhuis kon brengen. Omdat de TT van Man de opening van het 500cc-seizoen was, volgde hier het debuut van het Gilera-team van oud-coureur Geoff Duke, Scuderia Duke. Ook Yamaha kwam voor het eerst naar Europa met de 250cc-RD 56. Mitsuo Itoh werd de eerste Japanse coureur die een race in de TT won. Na het succes in 1962 werd de 50 cc TT met een ronde uitgebreid.

## Senior TT
Vrijdag 14 juni, zes ronden (364 km)
Men had uitgezien naar het debuut van de Scuderia Duke-Gilera's, maar Mike Hailwood bleek met zijn MV Agusta 500 4C veel te snel voor John Hartle en Phil Read. Hailwood reed een nieuw ronderecord (106,41 mijl per uur).
| Pos | Coureur              | Merk        | Tijd      | Pnt |
| --- | -------------------- | ----------- | --------- | --- |
| 1   | Mike Hailwood        | MV Agusta   | 2:09"48'4 | 8   |
| 2   | John Hartle          | Duke-Gilera | 2:11"01'8 | 6   |
| 3   | Phil Read            | Duke-Gilera | 2:15"42'2 | 4   |
| 4   | Mike Duff            | Matchless   | 2:16"48'8 | 3   |
| 5   | Joe Dunphy           | Norton      | 2:20"09'0 | 2   |
| 6   | Fred Stevens         | Norton      | 2:20"11'2 | 1   |
| 7   | Paddy Driver         | Matchless   | 2:20"47'6 |     |
| 8   | Bill Smith           | Matchless   | 2:21"19'4 |     |
| 9   | Jack Ahearn          | Norton      | 2:21"25'2 |     |
| 10  | Ellis Boyce          | Norton      | 2:22"03"4 |     |
| 11  | Brian Setchell       | Norton      | 2:22"50'0 |     |
| 12  | Morry Low            | Matchless   | 2:24"07'0 |     |
| 13  | Syd Mizen            | Norton      | 2:24"07'2 |     |
| 14  | Sven-Olof Gunnarsson | Norton      | 2:25"00'2 |     |
| 15  | Michael McStay       | Norton      | 2:26"02'2 |     |
| 16  | Roland Föll          | Matchless   | 2:26"10'0 |     |
| 17  | Derek Woodman        | Matchless   | 2:27"26'8 |     |
| 18  | Louis Carr           | Matchless   | 2:28"25'2 |     |
| 19  | Billy McCosh         | Matchless   | 2:28"52'8 |     |
| 20  | Derek Lee            | Matchless   | 2:28"59'6 |     |
| 23  | Billie Nelson        | Norton      | 2:29"51'4 |     |

| Coureur           | Merk               | Oorzaak |
| ----------------- | ------------------ | ------- |
| Jack Findlay      | McIntyre-Matchless |         |
| Gyula Marsovszky  | Matchless          |         |
| František Šťastný | Jawa               |         |
| Alan Shepherd     | Matchless          |         |
| Bosse Granath     | Matchless          |         |

| Coureur              | Merk        | Oorzaak  |
| -------------------- | ----------- | -------- |
| Benedicto Caldarella | Matchless   | [ 1 ]    |
| Fabián Villavelran   | Norton      | [ 1 ]    |
| Jorge Kissling       | Norton      | [ 1 ]    |
| Victorio Minguzzi    | Matchless   | [ 1 ]    |
| Ladi Richter         | Norton      |          |
| Derek Minter         | Duke-Gilera | Blessure |
| Ralph Bryans         | Norton      |          |
| Vernon Cottle        | Norton      |          |
| Vasco Loro           | Norton      |          |
| Nikolaj Sevast'ânov  | CKEB        |          |
| Horacio Costas       | Norton      | [ 1 ]    |

### Top zes tussenstand 500cc-klasse
Conform wedstrijduitslag

## Junior TT

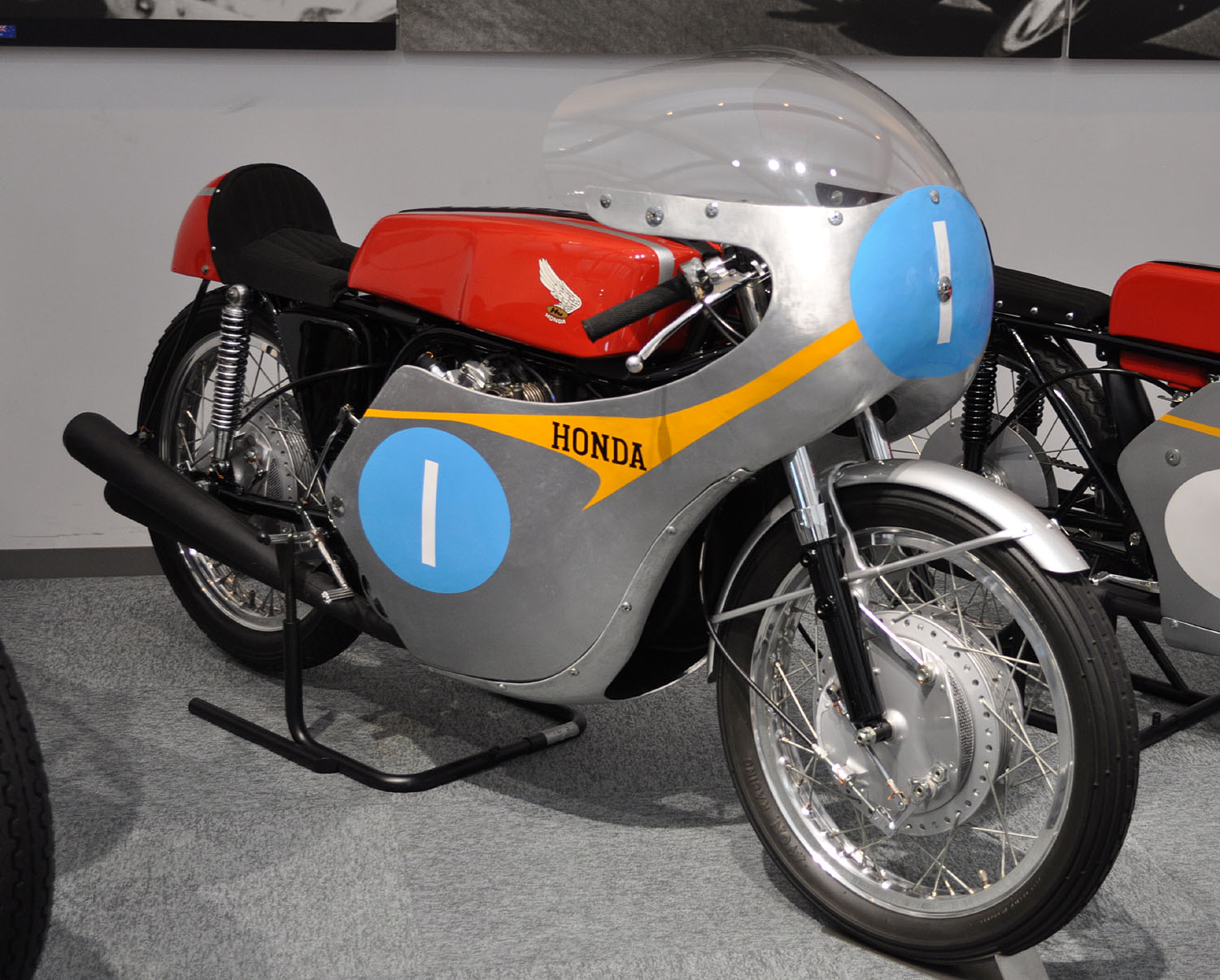
Jim Redman's Honda RC 171 dateerde feitelijk van 1962, maar was nog steeds goed voor de overwinning. Dat gaf ook wel de armoede in de 350cc-klasse aan. De Gilera 350 4C van tweede man John Hartle dateerde uit 1957.

Vrijdag 14 juni, zes ronden (364 km)
In de Junior TT ontstond een flink gevecht tussen Jim Redman (Honda RC 171), Phil Read (Duke-Gilera 350 4C) en Mike Hailwood (MV Agusta 350 4C), maar Read viel aan het einde van de tweede ronde stil en Hailwood in de vierde ronde. Daardoor won Redman toch nog gemakkelijk met bijna zeven minuten voorsprong op Duke-Gilera-rijder John Hartle, wiens machine op drie cilinders liep, en František Šťastný met de tweecilinder Jawa.
| Pos | Coureur           | Merk        | Tijd      | Pnt |
| --- | ----------------- | ----------- | --------- | --- |
| 1   | Jim Redman        | Honda       | 2:23"08'2 | 8   |
| 2   | John Hartle       | Duke-Gilera | 2:29"58'2 | 6   |
| 3   | František Šťastný | Jawa        | 2:31"20'6 | 4   |
| 4   | Syd Mizen         | AJS         | 2:31"31'8 | 3   |
| 5   | Jack Ahearn       | Norton      | 2:32"01'8 | 2   |
| 6   | Mike Duff         | AJS         | 2:35"05'4 | 1   |
| 7   | Morry Low         | AJS         | 2:35"38'4 |     |
| 8   | Derek Woodman     | AJS         | 2:38"37'6 |     |
| 9   | Paddy Driver      | AJS         | 2:39"41'8 |     |
| 10  | Ellis Boyce       | Norton      | 2:41"40'8 |     |
| 11  | D. Watson         | Norton      | 2:42"12'6 |     |
| 12  | Brian Setchell    | Norton      | 2:44"03'4 |     |
| 13  | Alan Carlsson     | AJS         | 2:45"13'0 |     |
| 14  | G. Saward         | Norton      | 2:45"16'2 |     |
| 15  | J. Buxton         | Norton      | 2:46"03'2 |     |
| 16  | Dennis Fry        | Norton      | 2:46"55'4 |     |
| 17  | Don Haddow        | AJS         | 2:47"02'8 |     |
| 18  | D. Barnacle       | AJS         | 2:48"17'4 |     |
| 19  | H. Rayner         | AJS         | 2:49"17'6 |     |
| 20  | Malcolm Hobson    | AJS         | 2:49"46'0 |     |
| 21  | Billie Nelson     | Norton      | 2:50"18'0 |     |
| 22  | Alberto Pagani    | RD-Norton   | 2:49"46'0 |     |
| 28  | Dan Shorey        | AJS         | 2:54"56'6 |     |

| Coureur              | Merk        | Oorzaak |
| -------------------- | ----------- | ------- |
| Gyula Marsovszky     | Norton      |         |
| Alan Shepherd        | AJS         |         |
| Fred Stevens         | Norton      |         |
| Mike Hailwood        | MV Agusta   |         |
| Phil Read            | Duke-Gilera |         |
| Tommy Robb           | Honda       |         |
| Bosse Granath        | AJS         |         |
| Sven-Olof Gunnarsson | Norton      |         |

| Coureur             | Merk      | Oorzaak |
| ------------------- | --------- | ------- |
| Luigi Taveri        | Honda     |         |
| Gustav Havel        | Jawa      |         |
| Pavel Slavíček      | Jawa      |         |
| Veikko Sulasaari    | Norton    |         |
| Len Ireland         | Norton    |         |
| Gilberto Milani     | Aermacchi |         |
| Remo Venturi        | Bianchi   |         |
| Nikolaj Sevast'ânov | CKEB      |         |

### Top tien tussenstand 350cc-klasse
| Pos | Coureur           | Merk        | Pnt |
| --- | ----------------- | ----------- | --- |
| 1   | Jim Redman        | Honda       | 16  |
| 2   | John Hartle       | Duke-Gilera | 6   |
| 2   | Remo Venturi      | Bianchi     | 6   |
| 4   | Phil Read         | Duke-Gilera | 4   |
| 4   | František Šťastný | Jawa        | 4   |
| 6   | Gustav Havel      | Jawa        | 3   |
| 6   | Syd Mizen         | AJS         | 3   |
| 8   | Jack Ahearn       | Norton      | 2   |
| 8   | Gilberto Milani   | Aermacchi   | 2   |
| 10  | Mike Duff         | AJS         | 1   |
| 10  | Fred Stevens      | Norton      | 1   |

## Lightweight 250 TT
Maandag 10 juni, 6 ronden (364 km)

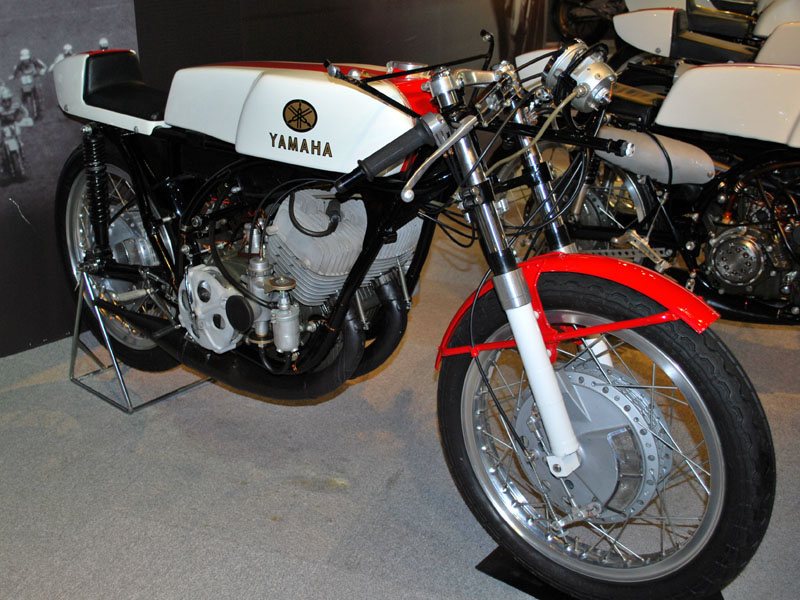
De Yamaha RD 56 debuteerde op Man.

Het debuut van de Yamaha RD 56 tweecilinder tweetakt was indrukwekkend. Fumio Ito, die nog nooit op het eiland Man gereden had, ging een heftige strijd aan met Jim Redman op de Honda RC 163. Redman won, Ito werd tweede en Bill Smith, voor de gelegenheid ook uitgerust met een Honda, werd derde voor Hiroshi Hasegawa met de tweede RD 56.
| Pos | Coureur             | Merk              | Tijd      | Pnt |
| --- | ------------------- | ----------------- | --------- | --- |
| 1   | Jim Redman          | Honda             | 2:23"13'2 | 8   |
| 2   | Fumio Ito           | Yamaha            | 2:23"40'4 | 6   |
| 3   | Bill Smith          | Honda             | 2:29"05'2 | 4   |
| 4   | Hiroshi Hasegawa    | Yamaha            | 2:33"41'4 | 3   |
| 5   | Tommy Robb          | Honda             | 2:44"10'2 | 2   |
| 6   | John Kidson         | Cotton-Moto Guzzi | 2:44"10'6 | 1   |
| 7   | Jack Isherwood      | NSU               | 2:45"54'2 |     |
| 8   | Alan Harris         | Greeves           | 2:46"44'8 |     |
| 9   | Dan Shorey          | Bultaco           | 2:47"44'4 |     |
| 10  | Denis Gallagher     | Velocette         | 2:51"00'0 |     |
| 11  | R. Du Pont          | Aermacchi         | 2:51"32'0 |     |
| 12  | Bill Robertson      | Aermacchi         | 2:54"54'0 |     |
| 13  | George Plenderleith | Honda             | 2:59"20'0 |     |
| 14  | K. Martin           | Bultaco           | 3:01"16'2 |     |
| 15  | D. Gallagher        | Ducati            | 3:01"26'4 |     |
| 16  | Albert Moule        | Ariel             | 3:03"42'6 |     |
| 17  | Chris Goosen        | Bultaco           | 3:08"09'0 |     |
| 18  | W. Brock            | Honda             | 3:11"45'2 |     |

| Coureur             | Merk      | Oorzaak |
| ------------------- | --------- | ------- |
| Barry Smith         | Greeves   |         |
| Jack Findlay        | DMW       |         |
| Luigi Taveri        | Honda     |         |
| Roland Föll         | Aermacchi |         |
| Chris Anderson      | Aermacchi |         |
| Chris Vincent       | REG       |         |
| Ralph Bryans        | Benelli   |         |
| Kunimitsu Takahashi | Honda     |         |
| Yoshikazu Sunako    | Yamaha    |         |

| Coureur           | Merk      | Oorzaak |
| ----------------- | --------- | ------- |
| Ivan Schumann     | NSU       | [ 1 ]   |
| Raúl Kissling     | NSU       | [ 1 ]   |
| Stanislav Malina  | CZ        |         |
| Alan Shepherd     | MZ        |         |
| Mike Hailwood     | MZ        |         |
| Phil Read         | Yamaha    |         |
| Gilberto Milani   | Aermacchi |         |
| Silvio Grassetti  | Benelli   |         |
| Tarquinio Provini | Morini    |         |
| Umberto Masetti   | Morini    | [ 1 ]   |
| Isamu Kasuya      | Honda     |         |
| Cas Swart         | Honda     |         |
| Carlos Marfetan   | Parilla   | [ 1 ]   |

### Top tien tussenstand 250cc-klasse
| Pos | Coureur             | Merk    | Pnt |
| --- | ------------------- | ------- | --- |
| 1   | Jim Redman          | Honda   | 18  |
| 2   | Tarquinio Provini   | Morini  | 16  |
| 3   | Tommy Robb          | Honda   | 12  |
| 4   | Fumio Ito           | Yamaha  | 6   |
| 5   | Bill Smith          | Honda   | 4   |
| 6   | Silvio Grassetti    | Benelli | 3   |
| 6   | Kunimitsu Takahashi | Honda   | 3   |
| 6   | Hiroshi Hasegawa    | Yamaha  | 3   |
| 9   | Alan Shepherd       | MZ      | 2   |
| 9   | Luigi Taveri        | Honda   | 2   |

## Lightweigt 125 TT

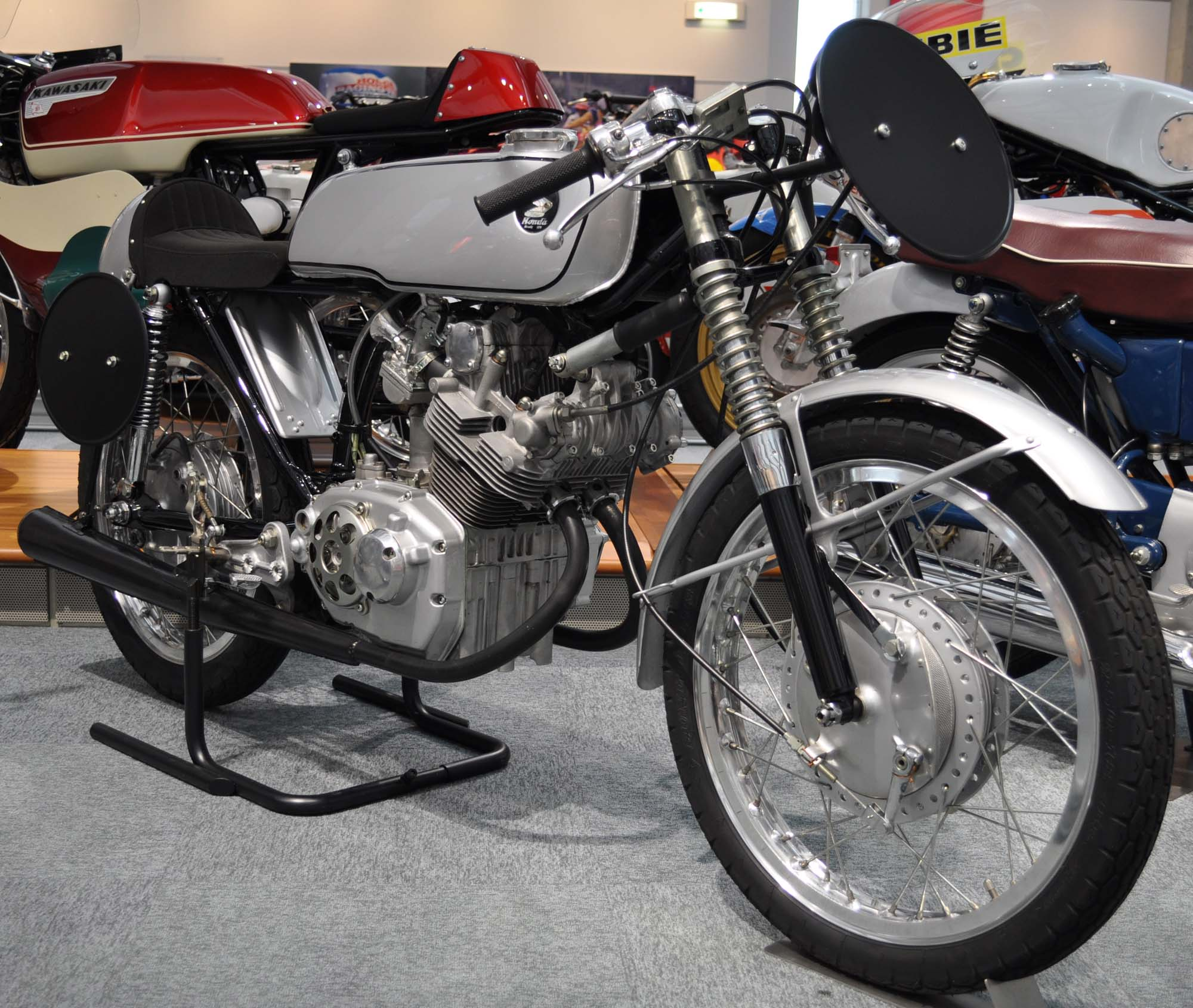
In de Lightweight 125 TT kwam een groot aantal van deze Honda CR 93-productieracers aan de start. Honda gaf deze machine op voor 16,5 pk, maar handige tuners konden er 20 tot 22 pk uit halen. De RC 143-fabrieksracer leverde 24 pk en de Suzuki RT 63-fabrieksracer leverde 26 pk.

Woensdag 12 juni, drie ronden (182 km)
In de Lightweight 125 TT barstte de strijd tussen de twee- en viertaktmotoren echt los. Hugh Anderson won met de tweetakt-Suzuki RT 63 voor zijn teamgenoten Frank Perris en Ernst Degner, die slechts 0,7 seconde na elkaar finishten. Toen pas kwam kampioenschapleider Luigi Taveri met de viertakt-Honda RC 145 over de lijn. Overigens hadden in deze klasse de privérijders de Honda CR 93-toonbankracer ontdekt.
| Pos | Coureur             | Merk    | Tijd      | Pnt |
| --- | ------------------- | ------- | --------- | --- |
| 1   | Hugh Anderson       | Suzuki  | 1:16"05'0 | 8   |
| 2   | Frank Perris        | Suzuki  | 1:17"25'0 | 6   |
| 3   | Ernst Degner        | Suzuki  | 1:17"31'6 | 4   |
| 4   | Luigi Taveri        | Honda   | 1:18"05'0 | 3   |
| 5   | Bert Schneider      | Suzuki  | 1:18"42'8 | 2   |
| 6   | Jim Redman          | Honda   | 1:18"44'6 | 1   |
| 7   | Tommy Robb          | Honda   | 1:20"01'0 |     |
| 8   | Kunimitsu Takahashi | Honda   | 1:20"06'2 |     |
| 9   | Ralph Bryans        | Honda   | 1:23"59'8 |     |
| 10  | Gary Dickinson      | Honda   | 1:24"15'0 |     |
| 11  | C. Ward             | Honda   | 1:25"36'8 |     |
| 12  | Eddy Johnson        | Honda   | 1:25"59'0 |     |
| 13  | Francisco González  | Bultaco | 1:26"39'2 |     |
| 14  | Walter Scheimann    | Honda   | 1:26"42'2 |     |
| 15  | Dave Simmonds       | Tohatsu | 1:27"37'8 |     |
| 16  | Alan Dugdale        | Honda   | 1:27"50'0 |     |
| 17  | Roy Boughey         | Bultaco | 1:28"18'6 |     |
| 18  | Morry Low           | Bultaco | 1:29"30'2 |     |
| 19  | L. Allen            | Bultaco | 1:29"42'2 |     |
| 20  | Dan Shorey          | Bultaco | 1:30"56'8 |     |
| 21  | Jack Ahearn         | Ducati  | 1:32"54'4 |     |

| Coureur     | Merk    | Oorzaak |
| ----------- | ------- | ------- |
| Mike Duff   | Bultaco |         |
| Roland Föll | Ducati  |         |
| Bill Ivy    | Bultaco |         |

| Coureur              | Merk    | Oorzaak |
| -------------------- | ------- | ------- |
| Alberto Gómez        | Zanella | [ 1 ]   |
| Aldo Caldarella      | Bultaco | [ 1 ]   |
| Héctor Pochettino    | Bultaco | [ 1 ]   |
| Horacio Maffia       | Ducati  | [ 1 ]   |
| Juan Carlos Salatino | Zanella | [ 1 ]   |
| Stanislav Malina     | CZ      |         |
| Werner Musiol        | MZ      |         |
| Jean-Pierre Beltoise | Bultaco |         |
| Alan Shepherd        | MZ      |         |
| Peter Inchley        | EMC     |         |
| John Grace           | Bultaco |         |
| László Szabó         | MZ      |         |
| Giuseppe Visenzi     | Honda   |         |
| Mitsuo Itoh          | Suzuki  |         |

### Top tien tussenstand 125cc-klasse
| Pos | Coureur             | Merk    | Pnt |
| --- | ------------------- | ------- | --- |
| 1   | Hugh Anderson       | Suzuki  | 22  |
| 2   | Luigi Taveri        | Honda   | 18  |
| 3   | Jim Redman          | Honda   | 13  |
| 3   | Ernst Degner        | Suzuki  | 13  |
| 5   | Frank Perris        | Suzuki  | 9   |
| 6   | László Szabó        | MZ      | 4   |
| 7   | Peter Inchley       | EMC     | 3   |
| 8   | Francisco González  | Bultaco | 2   |
| 8   | Kunimitsu Takahashi | Honda   | 2   |
| 8   | Tommy Robb          | Honda   | 2   |
| 8   | Bert Schneider      | Suzuki  | 2   |

## 50 cc TT

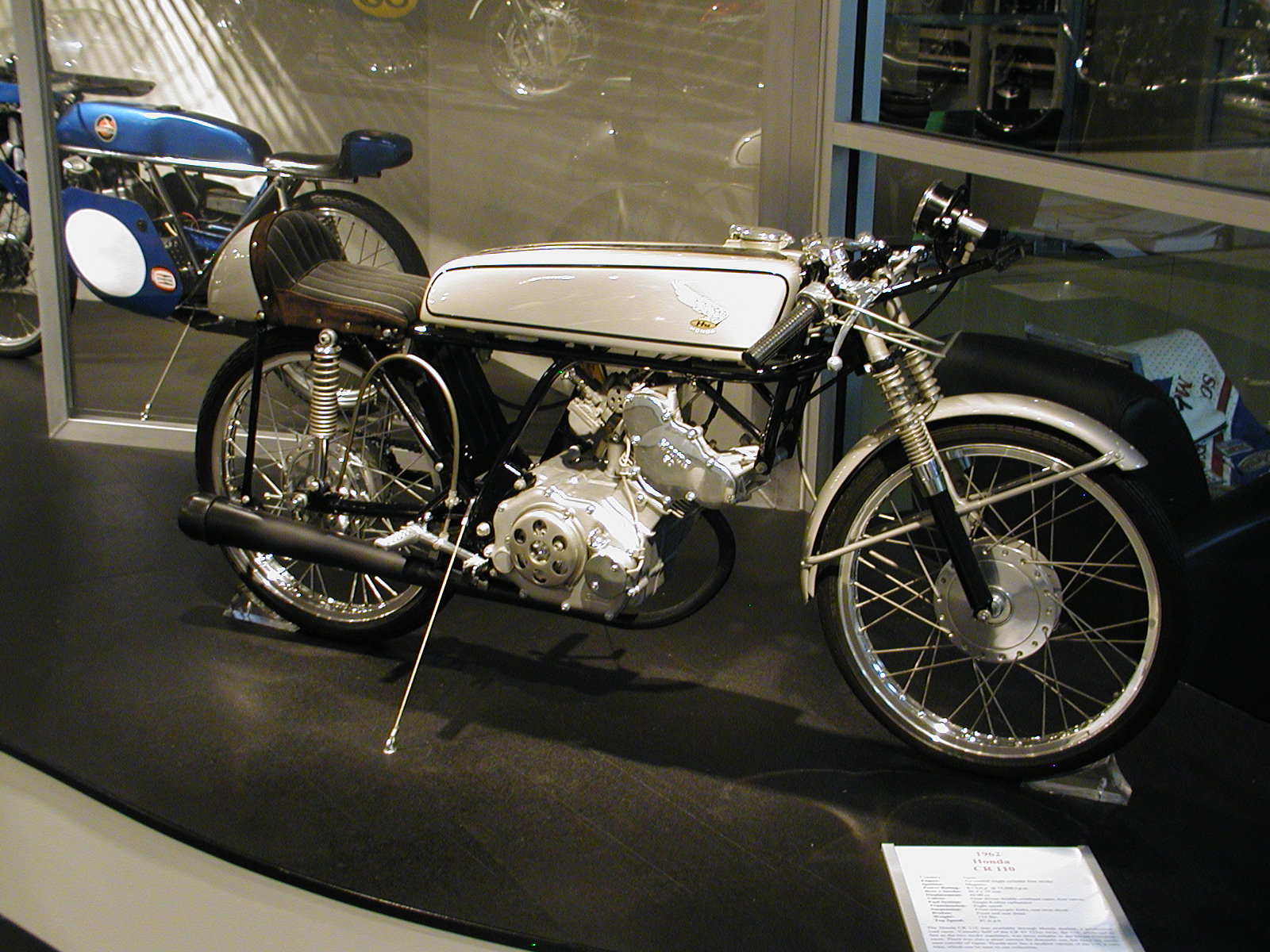
Honda zette geen fabrieksracers in, maar Ian Plumridge reed een Honda CR 110-productieracer naar de zesde plaats.

Woensdag 12 juni, drie ronden (182 km)
Mitsuo Itoh schreef geschiedenis door de eerste Japanner te worden die een TT-race won. Dat kon pas nadat zijn teamleider Ernst Degner in de laatste ronde uitviel. Hugh Anderson was in gevecht met Kreidler-rijder Hans Georg Anscheidt. Anderson werd tweede en Anscheidt derde.
| Pos | Coureur              | Merk           | Tijd      | Pnt |
| --- | -------------------- | -------------- | --------- | --- |
| 1   | Mitsuo Itoh          | Suzuki         | 1:26"10'6 | 8   |
| 2   | Hugh Anderson        | Suzuki         | 1:26"37'4 | 6   |
| 3   | Hans Georg Anscheidt | Kreidler       | 1:26"42'0 | 4   |
| 4   | Isao Morishita       | Suzuki         | 1:27"16'2 | 3   |
| 5   | Michio Ichino        | Suzuki         | 1:29"07'6 | 2   |
| 6   | Ian Plumridge        | Honda          | 1:44"46'4 | 1   |
| 7   | Bill Ivy             | Sheene Special | 1:51"07'2 |     |
| 8   | Mike Simmonds        | Tohatsu        | 2:05"44'0 |     |

| Coureur        | Merk     | Oorzaak |
| -------------- | -------- | ------- |
| Bert Schneider | Suzuki   |         |
| Ernst Degner   | Suzuki   |         |
| Dave Simmonds  | Tohatsu  |         |
| Alberto Pagani | Kreidler |         |

| Coureur              | Merk     | Oorzaak    |
| -------------------- | -------- | ---------- |
| Karaber Samardjian   | Suzuki   | [ 1 ]      |
| Raúl Kissling        | Kreidler | [ 1 ]      |
| Luigi Taveri         | Honda    | Teambeleid |
| César Gracia         | Ducson   |            |
| José Maria Busquets  | Derbi    |            |
| Matti Salonen        | Prykija  |            |
| Jean-Pierre Beltoise | Kreidler |            |
| Sadao Shimazaki      | Honda    | Teambeleid |
| Shunkishi Masuda     | Suzuki   |            |
| Gastón Biscia        | Suzuki   | [ 1 ]      |

### Top tien tussenstand 50cc-klasse
| Pos | Coureur              | Merk     | Pnt |
| --- | -------------------- | -------- | --- |
| 1   | Hans Georg Anscheidt | Kreidler | 23  |
| 2   | Hugh Anderson        | Suzuki   | 20  |
| 3   | Isao Morishita       | Suzuki   | 12  |
| 4   | Ernst Degner         | Suzuki   | 10  |
| 4   | Mitsuo Itoh          | Suzuki   | 10  |
| 6   | José Maria Busquets  | Derbi    | 7   |
| 6   | Michio Ichino        | Suzuki   | 7   |
| 8   | Alberto Pagani       | Kreidler | 3   |
| 9   | Jean-Pierre Beltoise | Kreidler | 2   |
| 10  | César Gracia         | Ducson   | 1   |
| 10  | Ian Plumridge        | Honda    | 1   |

## Sidecar TT
Maandag 10 juni, drie ronden (182 km)
Florian Camathias nam in de tweede ronde de leiding over van Fritz Scheidegger en won uiteindelijk met 38 seconden voorsprong. Max Deubel kwam als leider in de WK-stand naar Man, maar werd met invaller-bakkenist Barry Dungsworth slechts achtste.
| Pos | Coureur           | Bakkenist         | Merk      | Tijd      | Pnt |
| --- | ----------------- | ----------------- | --------- | --------- | --- |
| 1   | Florian Camathias | Alfred Herzig     | FCS       | 1:16"51'0 | 8   |
| 2   | Fritz Scheidegger | John Robinson     | BMW       | 1:17"29'2 | 6   |
| 3   | Alan Birch        | Peter Birch       | BMW       | 1:21"17'6 | 4   |
| 4   | Otto Kölle        | Dieter Hess       | BMW       | 1:22"05'4 | 3   |
| 5   | Georg Auerbacher  | Beno Heim         | BMW       | 1:22"16'0 | 2   |
| 6   | Colin Seeley      | Wally Rawlings    | Matchless | 1:23"19'8 | 1   |
| 7   | Owen Greenwood    | Terry Fairbrother | Matchless | 1:25"44'4 |     |
| 8   | Max Deubel        | Barry Dungsworth  | BMW       | 1:26"04'6 |     |
| 9   | T. Jackson        | J. Hartill        | BMW       | 1:27"37'2 |     |
| 10  | E. Sanders        | H. Eastwick       | BMW       | 1:28"55'0 |     |

| Coureur           | Bakkenist     | Merk   | Oorzaak |
| ----------------- | ------------- | ------ | ------- |
| Arsenius Butscher | Walter Popp   | BMW    |         |
| Bill Boddice      | T. Harrison   | Norton |         |
| Charlie Freeman   | Billie Nelson | Norton |         |
| Chris Vincent     | Keith Scott   | BSA    |         |
| Pip Harris        | Ray Campbell  | BMW    |         |

| Coureur        | Bakkenist               | Merk | Oorzaak             |
| -------------- | ----------------------- | ---- | ------------------- |
| Claude Lambert | Gottfried Rüfenacht (†) | BMW  | Blessure/overlijden |
| Ferdinand Breu | Hans Gösch              | BMW  |                     |
| Jackie Beeton  | Eddie Bulgin            | BMW  |                     |

### Top tien tussenstand zijspanklasse
| Pos | Coureur           | Bakkenist                      | Merk      | Pnt |
| --- | ----------------- | ------------------------------ | --------- | --- |
| 1   | Florian Camathias | Alfred Herzig                  | FCS       | 20  |
| 2   | Max Deubel        | Emil Hörner / Barry Dungsworth | BMW       | 14  |
| 3   | Otto Kölle        | Dieter Hess                    | BMW       | 9   |
| 4   | Georg Auerbacher  | Beno Heim                      | BMW       | 8   |
| 5   | Alan Birch        | Peter Birch                    | BMW       | 7   |
| 6   | Fritz Scheidegger | John Robinson                  | BMW       | 6   |
| 7   | Arsenius Butscher | Alfred Leissing / Walter Popp  | BMW       | 3   |
| 8   | Ferdinand Breu    | Hans Gösch                     | BMW       | 2   |
| 8   | Colin Seeley      | Wally Rawlings                 | Matchless | 2   |
| 10  | Claude Lambert    | Gottfried Rüfenacht            | BMW       | 1   |

1907 · 1908 · 1909 · 1910 · 1911 · 1912 · 1913 · 1914 · Eerste Wereldoorlog · 1920 · 1921 · 1922 · 1923 · 1924 · 1925 · 1926 · 1927 · 1928 · 1929 · 1930 · 1931 · 1932 · 1933 · 1934 · 1935 · 1936 · 1937 · 1938 · 1939 · Tweede Wereldoorlog · 1947 · 1948 · 1949 · 1950 ·1951 · 1952 · 1953 · 1954 · 1955 · 1956 · 1957 · 1958 · 1959 · 1960 · 1961 · 1962 · 1963 · 1964 · 1965 · 1966 · 1967 · 1968 · 1969 · 1970 · 1971 · 1972 · 1973 · 1974 · 1975 · 1976 · 1977 · 1978 · 1979 · 1980 · 1981 · 1982 · 1983 · 1984 · 1985 · 1986 · 1987 · 1988 · 1989 · 1990 · 1991 · 1992 · 1993 · 1994 · 1995 · 1996 · 1997 · 1998 · 1999 · 2000 · 2002 · 2003 · 2004 · 2005 · 2006 · 2007 · 2008 · 2009 · 2010 · 2011 · 2012 · 2013 · 2014